# Premi Emmy 1966
La cerimonia dei Premi Emmy 1966, nota retroattivamente come 18ª edizione dei Primetime Emmy Awards (18th Primetime Emmy Awards), si è tenuta all'Hollywood Palladium a Los Angeles (California) il 22 maggio 1966.
La cerimonia fu presentata da Danny Kaye.

## Primetime Emmy Awards
Per le candidature, furono presi in considerazione i programmi trasmessi tra il 1º maggio 1965 e il 10 aprile 1966.

### Migliore serie televisiva drammatica
- Il fuggiasco (The Fugitive)
- Bonanza
- Organizzazione U.N.C.L.E. (The Man from U.N.C.L.E.)
- Slattery's People
- Le spie (I Spy)

### Migliore serie televisiva comica o commedia
- The Dick Van Dyke Show
- Batman
- Gli eroi di Hogan (Hogan's Heroes)
- Get Smart
- Vita da strega (Bewitched)

### Migliore attore in una serie drammatica
- Bill Cosby – Le spie
- Richard Crenna – Slattery's People
- Robert Culp – Le spie
- David Janssen – Il fuggiasco
- David McCallum – Organizzazione U.N.C.L.E.

### Migliore attore in una serie comica
- Dick Van Dyke – The Dick Van Dyke Show
- Don Adams – Get Smart
- Bob Crane – Gli eroi di Hogan

### Miglior attore protagonista in un singolo episodio di una serie drammatica
- Cliff Robertson – Bob Hope Presents the Chrysler Theatre | Episodio: The Game
- Ed Begley – Inherit the Wind
- Melvyn Douglas – Inherit the Wind
- Trevor Howard – Hallmark Hall of Fame | Episodio: Eagle in a Cage
- Christopher Plummer – Hamlet

### Migliore attrice in una serie drammatica
- Barbara Stanwyck – La grande vallata (The Big Valley)
- Anne Francis – Honey West
- Barbara Parkins – Peyton Place

### Migliore attrice in una serie comica
- Mary Tyler Moore – The Dick Van Dyke Show
- Elizabeth Montgomery – Vita da strega
- Lucille Ball – Lucy Show (The Lucy Show)

### Miglior attrice protagonista in un singolo episodio di una serie drammatica
- Simone Signoret – Bob Hope Presents the Chrysler Theatre | Episodio: A Small Rebellion
- Eartha Kitt – Le spie | Episodio: The Loser
- Margaret Leighton – Il dottor Kildare (Dr. Kildare) | Episodi: Behold The Great Man / A Life for a Life / Web of Hate / Horizontal Hero
- Shelley Winters – Bob Hope Presents the Chrysler Theatre | Episodio: Back to Back

### Migliore regia per una serie drammatica
- Bob Hope Presents the Chrysler Theatre – Sydney Pollack per l'episodio The Game
- Hallmark Hall of Fame – George Schaefer per l'episodio Eagle in a Cage
- Inherit the Wind – George Schaefer
- Le spie – Sheldon Leonard per gli episodi So Long, Patrick Henry / A Cup Of Kindness /  Carry Me Back To Old Tsing-Tao

### Migliore regia per una serie comica o commedia
- Vita da strega – William Asher
- The Dick Van Dyke Show – Jerry Paris
- Get Smart – Paul Bogart per l'episodio Diplomat's Daughter

### Migliore sceneggiatura per una serie drammatica
- Hallmark Hall of Fame – Millard Lampell per l'episodio Eagle in a Cage
- Bob Hope Presents the Chrysler Theatre – S. Lee Pogostin per l'episodio The Game
- Le spie – Morton S. Fine e David Friedkin per l'episodio A Cup of Kindness

### Migliore sceneggiatura per una serie comica o commedia
- The Dick Van Dyke Show – Sam Denoff e Bill Persky per l'episodio Coast to Coast Big Mouth
- The Dick Van Dyke Show – Sam Denoff e Bill Persky per l'episodio The Ugliest Dog in the World
- Get Smart – Mel Brooks e Buck Henry per l'episodio Mr. Big